# 红星街道 (井冈山市)
红星街道是中华人民共和国江西省吉安市井冈山市下辖的一个街道办事处。

## 行政区划
红星街道下辖以下村级行政区划单位：
会师路社区、映山红路社区、龙江路社区、湘洲路社区。